# 出西村
出西村（しゅっさいむら）は、島根県簸川郡にあった村。現在の出雲市斐川町出西、斐川町神氷、斐川町求院、斐川町併川、斐川町阿宮にあたる。

## 地理
- 河川：斐伊川[1]
- 山岳：仏経山[1]

## 歴史
- 1889年（明治22年）4月1日、町村制の施行により、出雲郡出西村、神氷村、求院村、併川村、阿宮村が合併して村制施行し、出西村が発足[1][2]。
- 1896年（明治29年）4月1日、郡の統合により簸川郡に所属[2]。
- 1955年（昭和30年）4月15日、簸川郡荘原村、伊波野村、直江村、久木村、出東村と合併して、斐川村を新設して廃止[1][2]。

## 産業
- 農業[1]、出西窯[1]。

## 交通

### 鉄道
- 1910年（明治43年）国有鉄道山陰本線開通[1]

## 海軍
1945年（昭和20年）海軍航空隊の直江基地が、新川の廃川地に設けられ、戦後、耕地や住宅地となった。